# Brendan (łódź)
Brendan – łódź, zbudowana z drewna i skóry, będąca repliką łodzi używanej w średniowieczu na terenach Irlandii. W latach 1976–1977 kilkuosobowa załoga z Timem Severinem na czele przepłynęła na tej łodzi z Irlandii do Ameryki Północnej przez Islandię.

## Geneza
Tim Severin, podróżnik i badacz oraz jego żona Dorothy, mediewistka, zwrócili uwagę, że dzieło Navigatio Sancti Brendani Abbatis (Podróż świętego Brendana, opata) różni się od typowych hagiografii. Nie opisuje cudów, dokonanych przez świętego, natomiast zawiera dokładne dane geograficzne. Severinowie skłonili się ku tezie, głoszonej przez część badaczy, że Navigatio nie jest wytworem fantazji, lecz opisem rzeczywistej podróży. Porównując opis i warunki geograficzne (prądy morskie, przeważające wiatry, wyspy) Tim Severin doszedł do wniosku, że podróż mogła prowadzić z Irlandii przez Islandię do Ameryki Północnej, stawiając tym samym irlandzkich zakonników jako odkrywców Ameryki w VI wieku. Słabym punktem tej teorii było, zawarte jasno w Navigatio stwierdzenie, że podróż odbyto w łodzi pokrytej skórą. Uważano, że skóra namoczona na długo w wodzie, gnije i traci swoje właściwości mechaniczne.
Aby dowieść, że podróż tak jest możliwa, Tim Severin postanowił zbudować łódź podobną do używanej przez św. Brendana i sprawdzić, czy może ona przepłynąć ocean.

## Budowa
W latach 70 XX wieku, na zachodnim wybrzeży Irlandii były jeszcze używane łodzie (curragh) o kadłubie w postaci szkieletu z listew drewnianych, obciągniętego brezentem. Rozmawiając z ludźmi, którzy takie łodzie budowali i używali, oraz poznając źródła pisane, Severin doszedł do wniosku, że można w tej technologii wykonać łódź odpowiednio dużą do dalekich rejsów. W czasie konsultacji ze specjalistami od garbarstwa oceniono, że skóra wołowa, garbowana przy użyciu kory dębu, technika znaną już w starożytności, może przetrwać w wodzie przez dłuższy czas, zwłaszcza po nasączeniu jej lanoliną.
Projekt łodzi wykonał projektant brytyjski, Colin Mudie, doświadczony w projektowaniu nietypowych konstrukcji, małych łodzi i żaglowców.
Wręgi wykonano z listew jesionowych o przekroju 5x1,5 cm, wzdłużniki z listew 6,5x1,5 cm, Podwójną okrężnicę z desek dębowych 15x2,5 cm. Łódź miała dwa maszty o wysokości 3,65m i 5,80 m. Na każdym z masztów podnoszono żagiel rejowy: Fok o powierzchni podstawowej 18 m² i grot – 43 m². Powierzchnię żagli można było zwiększyć, doczepiając bonnety. Żagle wykonano z płótna lnianego.
Aby zmniejszyć dryf zastosowano miecze boczne.
Dla zwiększenia komfortu i bezpieczeństwa, większą część łodzi nakryto z góry brezentem, tworząc częściowo zamknięte przestrzenie, zabezpieczające załogę i wyposażenie przed wpływami atmosferycznymi.
Łódź zbudowano w stoczni jachtowej w Crosshaven. Wręgi i wzdłużniki połączono za pomocą wiązania paskami skóry, a całość pokryto 49 skórami, o grubości około 6 mm, szytymi ręcznie. Wykonano ponad 3 km szwów. Wodowanie odbyło się 24 stycznia 1976.

## Podróż
17 maja 1976 Brendan wyruszył, z 5 osobowa załogą, z Brandon Creek hrabstwie Kerry w Irlandii. Zawijając po drodze do północnej Irlandii, na Hebrydy i Wyspy Owcze dotarł 16 lipca do Reykjaviku na Islandii.
Ze względu na złe warunki lodowe na dalszej trasie i późną porę, rejs przerwano, hangarując Brendana w Reykjaviku.
W 1977 roku podróż kontynuowało 4 żeglarzy.
Wyruszyli 7 maja z Reykjawiku. Ze względu na zalodzenie nie zawinięto na Grenlandię. Płynąc skrajem lodu Brendan kilkakrotnie przedzierał się przez pak lodowy i growlery. 18 czerwca lód uszkodził poszycie, przebijając je na długości kilkunastu centymetrów, ale załoga zdołała naszyć łatę uszczelniającą. 26 czerwca wyprawa dotarła do wyspy Peckford, w archipelagu Wadhamów Zewnętrznych, około 250 km na północny zachód od St. John’s w Nowej Fundlandii

## Prędkość
Łódź była wyposażona w log holowany, mało dokładny przy małych prędkościach. Maksymalne wskazanie tego logu wynosiło 12 węzłów i było stosunkowo często osiągane przy sztormowych wiatrach. Maksymalny przebieg dzienny wyniósł 115 mil (213 km), co daje średnią prędkość 4,8 w. Przeciętny dzienny przebieg wynosił 40 mil.
Ze względu na małą liczbę członków załogi, wioseł używano tylko do zwiększenia zdolności manewrowania łodzią w trudnych warunkach (przejścia przez ciasne miejsca, manewrowanie wśród lodu). Po podróży przeprowadzono próby wiosłowania. 10 wioślarzy nadało prędkość około 5 węzłów, wiosłując w tempie regatowym.

## Konsekwencje
Podróż Brendana udowodniła, że istniała techniczna możliwość, iż w średniowieczu odbywano dalekie podróże morskie w łodziach skórzanych. Dodatkowo wykazano, że trasa „od wyspy do wyspy” z uwzględnieniem Grenlandii (która w średniowieczu była znacznie bardziej dostępna) pozwalała na odbycie podróży w etapach nie dłuższych niż dwa tygodnie, co rozwiązuje problem zapasów. Nadal brak jednak dowodów archeologicznych na to, że irlandzcy mnisi dotarli i żyli (jak można wnioskować z Navigatio) w Ameryce.